# FAM104A
FAM104A (англ. Family with sequence similarity 104 member A) – білок, який кодується однойменним геном, розташованим у людей на короткому плечі 17-ї хромосоми. Довжина поліпептидного ланцюга білка становить 186 амінокислот, а молекулярна маса — 19 484.
| 10         |  | 20         |  | 30         |  | 40         |  | 50         |
| ---------- |  | ---------- |  | ---------- |  | ---------- |  | ---------- |
| MGGRGADAGS |  | SGGTGPTEGY |  | SPPAASTRAA |  | ARAKARGGGR |  | GGRRNTTPSV |
| PSLRGAAPRS |  | FHPPAAMSER |  | LRPRKRRRNG |  | NEEDNHLPPQ |  | TKRSSRNPVF |
| QDSWDTESSG |  | SDSGGSSSSS |  | SSSINSPDRA |  | SGPEGSLSQT |  | MAGSSPNTPQ |
| PVPEQSALCQ |  | GLYFHINQTL |  | REAHFHSLQH |  | RGRPLT     |  |            |

A: Аланін

C: Цистеїн

D: Аспарагінова кислота

E: Глутамінова кислота

F: Фенілаланін

G: Гліцин

H: Гістидин

I: Ізолейцин

K: Лізин

L: Лейцин

M: Метіонін

N: Аспарагін

P: Пролін

Q: Глутамін

R: Аргінін

S: Серин

T: Треонін

V: Валін

W: Триптофан

Задіяний у такому біологічному процесі, як альтернативний сплайсинг. 